# Juris doctor

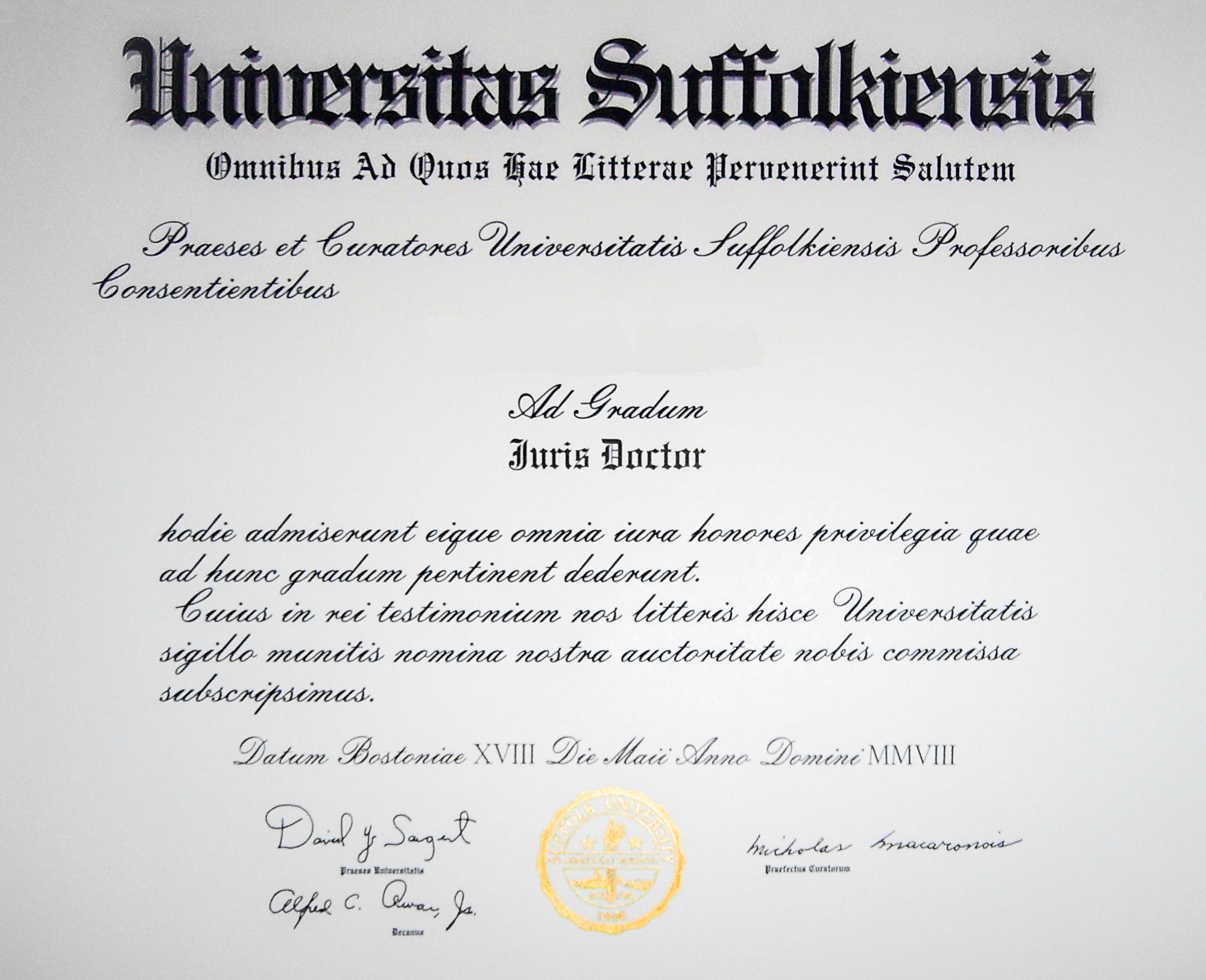
diploma de "Juris Doctor"

Juris doctor (J.D. ) é tradicionalmente entendido como um doutorado profissional obtido nos Estados Unidos, Canadá e Austrália e em outros países com tradição da common law. No sistema de alguns desses países, pode ser compreendido como o primeiro grau profissional, entendido como equivalente ao bacharelado (p. ex. em alguns países existe ainda o "bachelor of laws", caso da Inglaterra ou da África do Sul), em outros países, é considerado como uma espécie de pós-graduação em Direito.

## História
O título foi concedido pela primeira vez pela Universidade Harvard, nos Estados Unidos, isso no final do século XIX, e foi criado como uma nova versão da "licenciatura" em direito. Proveniente de um movimento, ocorrido em Harvard no século XIX, voltado para um estudo mais científico do direito, constitue-se em um grau universitário ou acadêmico de direito que, em algumas jurisdições inseridas na tradição da common law, tem o objetivo de ser a principal preparação profissional dos advogados. Na maioria das regiões em que é adotado, trata-se de um programa de pós-graduação que dura três anos. Os alunos que buscam cursar o programa de pós-graduação e obter o grau de juris doctor, normalmente já obtiveram o seu bacharelado (bachelor's degree) em outra disciplina (p.ex. ciências políticas, sociologia, literatura ou filosofia). Este bacharelado anterior e obrigatório tem a duração, em média, de 3 ou 4 anos.